# قرار مجلس الأمن التابع للأمم المتحدة رقم 1867
قرار مجلس الأمن التابع للأمم المتحدة رقم 1867 المتخذ بالإجماع في 26 فبراير 2009.

## القرار
إقرارا بالدور المهم الذي تواصل بعثة الأمم المتحدة المتكاملة في تيمور القيام به في تعزيز السلام والاستقرار والتنمية في البلد، قرر مجلس الأمن تمديد ولاية البعثة لمدة 12 شهرا أخرى، مع المستويات الحالية المصرح بها.
باعتماد القرار 1867 (2009) بالإجماع، رحب المجلس، في فقرات ديباجته، بالتحسينات التي طرأت على الحالة السياسية والأمنية في تيمور الشرقية، التي تعافت من أزمة عام 2006 والهجمات على الرئيس ورئيس الوزراء في 11 شباط / فبراير 2008، لكنه أشار إلى أن الوضع السياسي والأمني الحالي، على الرغم من الهدوء العام، لا يزال هشًا.
وطلب المجلس من بعثة الأمم المتحدة تقديم الدعم اللازم للانتخابات المحلية هذا العام، استجابة لطلب حكومة تيمور الشرقية، وشجع المجتمع الدولي على المساعدة في هذه العملية. وشُجعت البعثة أيضا على دعم الحكومة في جهودها لإصلاح قطاع الأمن، وتعزيز الأطر القانونية، وتعزيز الرقابة المدنية وآليات المساءلة للمؤسسات الأمنية. ودعيت أيضا إلى مواصلة دعم الحكومة في جهودها لتنسيق تعاون الجهات المانحة في مجالات بناء القدرات المؤسسية.
وبالإضافة إلى ذلك، أيد المجلس الاستئناف التدريجي لمسؤوليات الشرطة من قبل الشرطة الوطنية، من خلال نهج تدريجي، مع التأكيد على أن الشرطة الوطنية لتيمور يجب أن تستوفي المعايير المتفق عليها بشكل متبادل بين الحكومة وبعثة الأمم المتحدة . وطُلب من الحكومة وبعثة الأمم المتحدة التعاون فيما بينهما لتنفيذ هذه العملية.
وإلى أن يعاد تشكيل الشرطة الوطنية بالكامل، ستواصل البعثة، من خلال وجود عنصر الشرطة التابع لها ودعم الشرطة الوطنية لتيمورالشرقية، الحفاظ على الأمن العام في البلد. وطُلب من بعثة الأمم المتحدة، العمل مع الشركاء، تكثيف جهودها للمساعدة في المزيد من التدريب والتوجيه والتطوير المؤسسي وتعزيز قوة الشرطة الوطنية بهدف تعزيز فعاليتها.